# Metolius, Oregon
Metolius, Oregon (енгл. Metolius) град је у америчкој савезној држави Орегон.

## Демографија
По попису из 2010. године број становника је 710, што је 75 (11,8%) становника више него 2000. године.
| Група             | 2000.       | 2010.       |
| Белци             | 446 (70,2%) | 491 (69,2%) |
| Афроамериканци    | 1 (0,2%)    | 7 (1,0%)    |
| Азијати           | 4 (0,6%)    | 4 (0,6%)    |
| Хиспаноамериканци | 144 (22,7%) | 168 (23,7%) |
| Укупно            | 635         | 710         |